# سیارک ۹۷۲۰
سیارک ۹۷۲۰ (به انگلیسی: 9720 Ulfbirgitta، نامگذاری:1980FH1) نه هزار و هفتصد و بیستمین سیارک کشف شده‌است که در ۱۶ مارس ۱۹۸۰ کشف شد.
قدر مطلق سیارک برابر ۱۳٫۱۰ است.